# Génération 9X
La Thế hệ 9X (qui signifie littéralement Génération 9X, souvent appelée plus simplement 9X) est un terme vietnamien utilisé pour décrire les personnes nées pendant les années 1990. Au départ, le terme de 9X était utilisé pour désigner les Vietnamiens nés au cours des années 1990, mais il a ensuite été utilisé pour se référer à des personnes de toutes les cultures nées au cours de cette décennie.